# 네이처 커뮤니케이션즈
네이처 커뮤니케이션스(Nature Communications)는 2010년부터 Nature Portfolio 에서 발간하는 피어 리뷰, 오픈 액세스, 과학 저널이다. 종합 저널이며 물리학, 화학, 지구과학, 의학, 생물학을 포함한 자연과학을 다룬다. 런던, 베를린, 뉴욕, 상하이에 편집 사무소를 두고 있다.
창립 편집장은 레슬리 앤슨(Lesley Anson)이며, Joerg Heber, Magdalena Skipper, Elisa De Ranieri 가 뒤를 이었다. 2022년 현재 건강 및 임상 과학의 나탈리 르 봇(Nathalie Le Bot), 생물학의 스테판 라로셜(Stephane Larochelle), 화학 및 생명 공학의 엔다 버긴(Enda Bergin), 물리학 및 지구 과학의 프러브잣 시아니(Prabhjot Saini)이다. 2014년 10월부터 저널은 논문 처리 비용을 지불할 의사가 있는 저자의 투고만 허용하였다. 2015년 말까지는 게시된 제출물의 일부는 구독자만 사용할 수 있었으나, 2016년 1월부터는 모든 콘텐츠를 무료로 사용할 수 있다.

## 개요 및 색인
저널은 다음 분야에 대해 개요 및 색인을 제공한다.
- Science Citation Index Expanded[6]
- Current Contents/Agriculture, Biology & Environmental Sciences[6]
- Current Contents/Life Sciences[6]
- Current Contents/Physical, Chemical & Earth Sciences[6]
- The Zoological Record[6]
- BIOSIS Previews[6]
- Chemical Abstracts Service[7]
- Index Medicus/MEDLINE/PubMed[8]
- Scopus[9]